# F1 Pole Position 2
F1 Pole Position 2 (Human Grand Prix II au Japon) est un jeu vidéo sorti en 1994 sur Super Nintendo. Cette simulation de Formule 1 utilise le Mode 7 utilisé par son prédécesseur, F1 Pole Position. Il s'agit du deuxième et dernier jeu de la série F1 Pole Position paru sur Super Nintendo en Europe. Cependant, deux suites sont éditées au Japon, respectivement nommées Human Grand Prix III et Human Grand Prix IV : F1 Dream Battle.
Bien que paru en octobre 1994, le jeu reprend la saison 1993 et les 16 grand prix qu’elle compte. Celui-ci possédant les licences de la FIA et de la FOCA, on y retrouve 14 véritables pilotes de 7 écuries ayant concouru le championnat 1993. À noter cependant l'absence d'Ayrton Senna (McLaren), dont les droits étaient détenus par Sega et son jeu Super Monaco GP II. C'est donc Mika Häkkinen qui remplace le pilote brésilien, son coéquipier étant Michael Andretti. Or, dans la réalité, c'est ce dernier qui a été remplacé par Mika Häkkinen en cours de saison en raison de résultats insuffisants (Ayrton Senna ayant réalisé l'intégralité de la saison). Ils n'ont donc jamais été coéquipiers en dehors du jeu vidéo.
Un éditeur est présent dans le jeu. Celui-ci permet de créer deux nouveaux pilotes, de transférer les pilotes d'une écurie à une autre, ou encore changer les motoristes des écuries.

## Pilotes et écuries
| Écurie           | Pilote             |
| ---------------- | ------------------ |
| Williams F1 Team | Damon Hill         |
| Williams F1 Team | Alain Prost        |
| Tyrrell Racing   | Ukyo Katayama      |
| Tyrrell Racing   | Andrea De Cesaris  |
| Benetton Formula | Michael Schumacher |
| Benetton Formula | Riccardo Patrese   |
| McLaren Racing   | Michael Andretti   |
| McLaren Racing   | Mika Häkkinen      |
| Footwork Racing  | Derek Warwick      |
| Footwork Racing  | Aguri Suzuki       |
| Scuderia Ferrari | Jean Alesi         |
| Scuderia Ferrari | Gerhard Berger     |
| Sauber           | Karl Wendlinger    |
| Sauber           | Jyrki Järvilehto   |

Deux autres pilotes sont également présents dans le jeu (mais en réalité absents de la saison 1993 de Formule 1), avec possibilité de les intégrer en substitution à l'un des 14 compétiteurs originaux à savoir :
- Nigel Mansell
- Satoru Nakajima

## Accueil
Le jeu est très bien accueilli par la critique et considéré comme l'une des meilleurs simulations automobiles disponibles sur Super Nintendo. Le magazine Player One n°49 d'octobre 1994 lui attribue une note de 95 %, considérant le jeu comme "la simulation de F1 ultime", tandis que son confrère Nintendo Player lui donne la note maximale de 6/6 dans son numéro 24 d'octobre 1994.